# Српски ратни сликари с почетка 20. века
Српски ратни сликари с почетка 20. века били је мања група сликара, импресиониста који су се бавили овим правцем сликарста, познатом по светлости, на ратним бојиштима српске војске у прве две деценије 20. века. Оног момента када је српско руководство, које је водило ослободилачке ратове на тлу Балкана, схватила да уметност може оно што извештаји и документи не могу: да пренесе и сачува осећања људи који страдају због рата, установљено је звање ратног сликара, професија каква као таква није постојала у другим земљама. Оснивање те професије у том тренутку, али и касније за историју, било је веома важно, како би свет видео и осетио шта је све српски народ пропатио због наметнутих ратова и како је бранио своју земљу.

## Појам ратни сликар Врховне команде
Појам ратни сликар Врховне команде (сликар извештач) треба разликовати од појма ратни сликар или вајар као професионални борац, ратник. Један број уметника је српску војску са штабом пратио до пробоја, значи до самог краја, док је било и оних који су, са своје стране, на који било начин, учествовали у борбеним дејствима али као сликари нису били у функцији Врховне команде, већ су бележењу података приступали из личног, патриотског чина.
Такође ратни сликари су се разликовали и по томе што су слободно могли да се крећу по војишту, и што су за свој уметнички рад примали принадлежности које су дневно износиле 3 динара, што је било у рангу накнаде коју су примали официри.

## Први документи о „ратним сликарима”
Званични назив ратни сликар први пут се јавља у документу од 21. септембра 1912. године, објави за путовање број 86, која је, са потписом будућег војводе Живојина Мишића, издата сликару Петру Раносовићу, о коме се мало зна: студирао је сликарство у Минхену, био је један од оснивача Удружења српских уметника за пластичне уметности и музику, претече данашњег УЛУС-а. Захваљујући његовој слици из 1896. године „Катанић на Несковим вису”, односно поштанској дописној мапи која је урађена по њој, остао је доказ о великом херојству капетана Катанића у Српско-бугарском рату..
Следећи податак односио се на објаву број 4190, од 27. јуна 1913, који је издао начелник Генералштаба Петар Бојовић, и на основу које је сликар Драгомир Глишић упућен у рејон Дунавске дивизије првог и другог позива.
Након првих радова српских ратних сликара, Штаб Врховне команде српске војске, увидевши њихов значај издао је и званично „Упут за кориснике ратних сликара придодатих штабовима виших јединицана војишту”, са ознаком број 2401 које је штампано је у Ваљеву 20. августа 1914. године. У овом документу су срочена упутства за њихов начин деловања у ратним приликама, што значи да су уведена правила владања, задаци и обавезе којих су уметници морали да се држе.
Тако је по први пут у Србији, колико је познато и у историји уопште, званично уведен назив „ратни сликар”. Наредбу је издао војвода Радомир Путник како би се најважнији тренуци борбе, па и осталих ратом изазваних прилика, сачували за историју. У њему је наложено да се што верније прикажу токови борбе, да се насликају сви важнији моменти и поуздано предочи њихова импресија.
| „ | Посебну пажњује требало обратити на трагове свирепог и варварског понашања које непријатељ оставља иза себе. Да би што боље обављали своје дужности, сликари су се, код оперативног одељења Врховне команде, благовремено обавештавали о поједним ратним дејствима која је требало забележити. Сходно томе, омогућен им је непосредан приступ самом бојишту. | ” |

Појам ратни сликар Врховне команде (сликар извештач) треба од појма ратни сликар или вајар као професионални борац, ратник. Један број уметника је српску војску са штабом пратио до пробоја, значи до самог краја, док је било и оних који су, са своје стране, на који било начин, учествовали у борбеним дејствима али као сликари нису били у функцији Врховне команде, већ су обавезу према бележењу података сматрали личним, патриотским чином.

## Ратни сликари у истом строју са српском војском на бојишту
Како би ратна збивања остала забележена ратни сликари су марширали, логоровали видали ране и прелазили врлети албанске голготе, са војници под пуном ратном опремом, уместо пушке и бајонета „наоружани” скицен блоковима и платнима, графитом, угљаним бојама, кистовима, хартијом и другим сликарским прибором.
Међу њима је било и оних који су попут Надежде Петровић, Косте Миличевић, Малише Глишиће, Милана Миловановић, Јефте Перића поред улоге ратних сликара, допринос српској војсци и народу кроз ангажмање на дужостима болничара, кувара, копача ровова итд.
Сликарима је било званично одобрено кретање на бојишту, као и бројним дописницима и фотографима из иностранства, како би њихова стваралачка дела не само ширила истуну о жестокој српској борби за очување своје земље, већ и била нека врста противтеже развијеној ратној пропаганди у Аустроугарској, која је ширила идеологију оправданости ратовања и злочина, ослањајући се на casus belli, ради прерасподеле кривице, наводно у интересу европског заједништва, „коју оправдавају чак и у 21. веку”.

## Плејада српских ратних сликара
Плејаду српских ратних сликара, који су чинили разнородну уметничку сцену у Србије, саздану на контрадикторном двојству, с једне стране, од страдања, катаклизме и очајања рата, а с друге стране од уметничког процвата и достојанства врхунца сликарског стила у избеглиштву, чине следећи сликари специфичног српског импресионизма:
| Слика | Генералије                                                 | Каријера |
| ----- | ---------------------------------------------------------- | --- |
|       | Надежда Петровић Чачак, 1873. Ваљево, 1915.                | Учила је сликарство код Ђорђа Крстића. Похађала је Прву српску и цртачку школу Кирила Кутлика, док је студије сликарства наставила у приватним школама Антона Ажбеа и Јулијуса Екстер у Минхену. На вест о избијању рата вратила се у земљу и као болничарка учествовала у балканским ратовима. После објаве Првог светског рата са лечења из Венеције упутила се у Србију и јавила Врховној команди за распоред. Почетком 1915. кратко је боравила у Скопљу, а потом се, по сопственој жељи, нашла у пољској болници у Ваљеву, где је умрла од пегавог тифуса лечећи оболеле.                      |
|       | Милан Миловановић Крушевац, 1876-1946, Београд)            | Прво је уписао Прву сликарску и цртачку школу у Београду код Кирила Кутлика; коју је потом напустио због одласкау Минхену ге се школовао у атељеу Антона Ажбеа, а потом на Академији ликовних уметности. У Паризу се школовао на Академији Колароси и Школи лепих уметности. Учествовао је у балканским ратовима и Првом светском рату, потом је упућен на опоравак на Капри и у француку. |
|       | Владимир Бецић Славонски Брод, 1886-Загреб, 1954.          | Учитељи су му били Бела Чикош и Менти Клемент Црнчић. Студирао је на Академији ликовних уметности у Минхену и краће време на Гранде Шаумиере у Паризу. Био је наставник у Уметничко-занатској школи у Београду. Године 1914. ступио је као добровољац у српску војску, у којој је 1915. именован за ратног сликара. |
|       | Васа Поморишац Модос, 1893 - Београд, 1961                 | Сликарство је учио код Стевана Алексића, потом у Минхену, где је уписао уметничку академију. Борио се на Солунском фронту. Пошто је био тешко рањаван, додељен је Врховној команди као ратни сликар. |
|       | Миодраг Петровић Пожаревац 1988. - Београд 1950.           | Уучио је сликарство у Уметничко-занатској школи у Београду. Студије је наставио на Академији у Минхену, коју је напустио због учешћа у балканским ратовима. Био је борац и сликар. Учествовао је у Првом светском рату. После повлачења преко Албаније био је на Солунском фронту. Разболео се од маларије, и из Солуна пребачен је на лечење у Тунис. |
|       | Тодор Швракић Приједор, 1882 - Сарајево, 1931.             | Похађао је Уметничко-занатску школу Ристе Вукановића, потом је наставио студије на Ликовној академији у Прагу. Као добровољац у балканским ратовима био је ратни сликар српског Врховне команде. По избијању Првог светског рата Аустријанци су га, као познатог патриоту, интернирали у Арад. |
|       | Коста Миличевић Скадар, 1887 - Београд, 1920               | Школовао се у Првој српској сликарској и цртачкој школи Кирила Кутлика, коју је, након три године, напустио. Кратко време се усавршавао у Прагу, Бечу и Минхену. Мобилисан је по избијању Првог светског рата. Прво се нашао у Велесу, а онда је преко Албаније доспео на Крф. Као ратни сликар Врховне команде радио је једно време у атељеу у Солуну, а онда поново на Крфу. |
|       | Малиша Глишић Београд, 1885 - Ниш, 1915.                   | У Уметничко-занатској школи у Београду учио је сликарство код Ристе Вукановића, а потом је студирао на Академији ликовних уметности у Минхену. Учествовао је у балканским ратовима, док је у Првом светском рату суделовао у одбрани Београда, а потом је, при повлачењу, с војском стигао до Ниша, у које је преминуо. |
|       | Милош Голубовић Крагујевац, 1988 - Београд, 1961.          | Сликарство је прво изучавао у Првој српској сликарској и цртацкој школи Кирила Кутлика, а потом је похађао Уметничко-занатску школу. Боравио је у Бечу, Будимпешти, Минхену и Лозани. Кратко време је студирао сликарство у Москви, а потом на Уметничкој академији у Прагу. Као војни обвезник учествовао је у Другом балканском рату, а од 1914. у Првом светском рату. После преласка Албаније, по приспећу у Солун, 1917. именован је за ратног сликара. |
|       | Васа Ешкићевић Ириг, 1867 - Нови Сад, 1933.                | Сликарство је прво учио у Уметничкој школи у Петрограду, а потом је завршио Академију ликовних уметности код Рјепина. По избијању Првог светског рата 1914. јавио се као добровољац у српску војску. Прешао је Скадар и Албанију. На Крфу је 1916. на личну молбу одређен за ратног сликара. |
|       | Пашко Вучетић Сплит, 1871 - Београд, 1925.                 | Студирао је сликарство у Сплиту и Венецији, а потом на минхенској Академији. Кратко време је провео и на усавршавању код Антона Ажбеа. У Првом светском рату учествовао је као ратни сликар. |
|       | Живорад Настасијевић Горњи Милановац, 1893 - Београд, 1966 | Сликарство је учио у Уметничко-занатској школи у Београду, а потом наставио у Минхену, приватно и на Академији. По избијању Првог светског рата био је мобилисан. Радио је у склопу Штаба у ратном атељеу, а онда је прешао Албанију и стигао на Крф. Служио је у чину резервног потпоручника када је 1916. одређен за сликара и фотографа. |
|       | Наталија Цветковић Смедерево, 1888 — Београд, 1928         | Уметничко школовање започиње у 1900. године у Београду у Српској цртачкој и сликарској школи Ристе Вукановића где јој сликарство предаје Бета Вукановић, коју завршава 1905. Као стипендиста Министартсва просвете наставља студије у Kunstgewerbeschule у Минхену 1905 — 1908, а затим проводи шест месеци 1908 — 1909. на Académie Julian у Паризу. Исте године враћа се у Београд када прихвата дужност наставнице цртања у Општој мушкој занатској школи где предаје до краја живота 1928. године. За време Балканских ратова 1912 — 1913. била је добровољна болничарка и ратни сликар.        |
|       | Михаило Миловановић                                        | Спада међу најпознатија српске ратне сликаре из ужичког краја био је Михаило Миловановић, чији се легат данас налази у Народном музеју у Ужицу. Спада у уметнике који не само да је имао сликарска интересовања, већ и многа друга. Био је скулптор, организовао је задружни живот у свом родном селу у близини Ужица. Сликао је скоро све жанрове, али је широј јавности најпознатији као сликар српске војске у ратовима од 1912. до 1918. године. Из тог рата Миловановић је изашао са пуно одликовања и звањем ратног сликара које је добио је 1914. године Био је и аутор многих спомен плоча. |
|       | Вељко Станојевић                                           | |
|       | Драгомир Глишић Ваљево, 1872 - Београд, 1957               | Завршио је Прву сликарску и цртачку школу Кирила Кутлика. Студије сликарства је наставио у Минхену, на Академији ликовних уметности и Школи за примењену уметност. У балканским ратовима је био писар, док је у Првом светском рату, после повлачења у Солун 1916. године постављен за ратног сликара и фотографа. |
|       | Милорад Ђокић                                              | |
|       | Цвијетин Јоб                                               | |
|       | Александар Лазаревић                                       | Школовао се на Академији ликовних уметности у Прагу: 1908/09 (проф. Rudolf Ottenfeld, зимски семестар) 1910–1913 (проф. František Ženíšek, пет семестара). Један је од 1300 каплара који је пао у Колубарској бици остављајући недовршене радове у свом атељеу у Прагу. |
|       | Коста Јосиповић Рођен крајем 19. века - Скопље, 1919.      | Сликарство је изучавао код Ристе Вукановића у Уметничко-занатској школи. Као стипендиста упућен је у Минхен на студије, које је убрзо напустио. Учествовао је балканским ратовима. По избијању Првог светског рата ставио се на располагање српској Врховној команди. Неколико пута је рањаван и лечен. |
|       | Риста Вукановић                                            | Као државни стипендиста уписао сликарску академију у Петрограду а после једне године је прешао у Минхен где је наставио студије прво код Антона Ажбеа, а затим на тамошњој уметничкој академији код Вагнера. Завршивши студије 1898. године долази у Београд, где је постављен за наставника вештина у Првој гимназији. Умро је у санаторијуму 1918. године и сахрањен је на војничком гробљу у Тијеу у Паризу са близу 750 српских ратника, рањених на разним бојиштима у Првом светском рату, а потом пребачених на лечење у Француску, где су преминули.                                         |
|       | Бета Вукановић Бамберг, 1872 - Београд, 1972.              | Завршила је Школу за примењену уметност и Женску академију у Минхену. Приватно је сликарство учила код Антона Ажбеа. Током 1897. и 1898. боравила је у Паризу, а онда са Ристом Вукановић долази у Београд где су соновали уметничку школу, која 1905. прераста у државну Уметничко-занатску школу. Учествовала је у балканским и у Првом светском рату као добровољна болничарка. |
|       | Даница Јовановић                                           | Била је српска сликарка која је припадала генерацији српских модерниста, који су уметничко школовање започели почетком 20. века. Њен креативни успон прекинули су Балкански и Први светски рат. |

Међу овом плејадом српских сликара било је и оних који нису одлазили из земље, као што је то била Надежда Петровић, која је 1915. као болничарка од тифуса умрла код Ваљева, или Бета Вукановић, која је преживела рат и још дуго опстала на ликовној сцени. Али било је и оних попут Данице Јовановић, која је убрзо по избијању рата стрељана, или оних који рат нису преживели попут Александра Лазаревића, Видосава Ковачевића, Малише Глишића, Бранка Јевтиаћ, Милорада Ђокића, Цвијетина Јоба, док су одмах после рата умрли Коста Миличевић, Ђорђе Михаиловић, Коста Јосиповић и Риста Вукановић.
Према истраживању Љубице Миљковић, ауторке монографије и изложбе „Светлост у мраку Првог светског рата” одржане у Народном музеју, било је најмање 80 ратних сликара, мада се- њихов тачан број па самим тим ни имена, нису никад утврђена.
| „ | Зна се само да су они добровољно кретали у рат, да су користили сваки предах између две битке кад се за трен утишају топови да на изгужваном скиценблоку нацртају оно што се око њих дешава, да цртежом сачувају што више војничких лица, и пренесу што више сведочанстава о страхотама, пожртвованости и храбрости. Била је то њихова борба против уништавања и нестајања, али и лична терапија у којој су налазили спас од крвавих призора. И баш захваљујући њиховој потребу да се сликањем светлости одбране од ратног мрака који их окружује, импресионизам у Србији достиже зенит током Првог светског рата. | ” |

## Галерија
- Нека од уметичких дела српских ратних сликара с почетка 20.века
- Бета Вукановић:„Француси војници” (1915)
- Пашко Поморишац: „Чежња за отаџбином”, (1918)
- Д. Јованович, Аутопортрет, 1914.
- Р. Вукановић, Пролећни дан (1912/15.)
- М.Миловановић, Вила крај мора, 1917. (МСУ)
- М.Миловановић, Портрет војводе Радомира Путника, уље на платну, 1915.
- М.Миловановић, Портрет генерала Павла Јуришић Штурма
- М.Миловановић, Артиљерци, уље на платну 1913-14. (Војни музеј у Београду)